# Éric Girard (basket-ball)
Pour les articles homonymes, voir Éric Girard et Girard.
Éric Girard (né le 7 juillet 1964 à Cholet) est un entraîneur français de basket-ball.

## Carrière

### En tant que joueur
Éric Girard commence le basket-ball à Jallais (Maine-et-Loire). Il joue par la suite en deuxième division, où il évolue au poste de meneur. Sa carrière en tant que joueur reste relativement modeste et il se tourne très vite vers le poste d'entraîneur.

### En tant qu'entraîneur
Il débute auprès de Laurent Buffard puis de Tom Becker en tant qu'assistant. Il se voit confier les espoirs de Cholet en 1992. Il voit passer Antoine Rigaudeau.
Nommé entraîneur du Cholet Basket en 1996, il parvient à remporter la coupe de France en 1998 et 1999.
Il se dirige en 2001 vers Le Havre, où il réussit, avec un budget plus que modeste, à atteindre la finale de la semaine des as et les play-offs.
Il arrive à Strasbourg en 2004, accompagné d'Aymeric Jeanneau, son meneur fétiche, et de Jeff Greer. Il réalise un recrutement exceptionnel, bien que controversé en raison de son important nombre d'étrangers, et offre à la SIG son premier titre de champion de France. Il est cette même année élu entraîneur de l'année.
Souvent critiqué, Éric Girard est devenu au fil des années l'un des tout meilleurs entraîneurs français. Ses capacités à unir et à mobiliser une équipe, mais aussi celles purement techniques, lui ont permis d'acquérir ce statut même auprès de ses plus anciens détracteurs.[réf. nécessaire]
Il est démis de ses fonctions d'entraîneur à Strasbourg le 30 mars 2008 à cause des mauvais résultats qu'a réalisé son équipe lors des dernières journées de championnat de France de basket (Pro A). Il a été remplacé par Olivier Weissler.
Le 16 avril 2009, il est nommé entraineur du Limoges CSP (Pro B) en remplacement d'Olivier Cousin. À l'issue de la saison 2009-2010, il permet au Limoges CSP de signer son grand retour en Pro A. Cependant, Girard ne termine pas la saison 2010-2011 sur le banc du Limoges CSP. Le 29 janvier 2011, Jamal Shuler marque au buzzer de l'autre bout du terrain donnant la victoire à la JA Vichy, dernière du classement lors de la 16e journée. Éric Girard est remplacé par Zare Markovski, avec un bilan comptable de 5 victoires et 11 défaites en 16 journées.
En mars 2012, il rejoint le club du Portel alors en pro B. Peu de temps après, il apprend qu'il est atteint d'un cancer des cordes vocales. Le club ne le lâche pas pour autant et lui réitère sa confiance. En novembre 2012, il fait une récidive et doit subir une ablation du larynx. Depuis, il s'exprime grâce à un électrolarynx placé dans sa gorge et s'appuie sur son assistant Jacky Périgois pour transmettre les consignes pendant les matchs. En 2015, il emmène l'équipe en finale de Coupe de France. Il gagne les playoffs de Pro B en 2016 et permet l'accession de l'équipe en Jeep Elite.
À l'été 2021, Girard quitte le poste d'entraîneur du Portel pour celui de directeur sportif. Il est remplacé au poste d'entraîneur par le Belge Serge Crevecoeur. Mais en janvier 2022, Crevecoeur est démis de ses fonctions alors que le club occupe la dernière place au classement de première division et Girard redevient entraîneur.

## Clubs successifs (en tant qu'entraîneur)
- 1992 - 1996 : Cholet Basket (Espoirs)
- 1996 - 2001 : Cholet Basket (Pro A)
- 2001 - 2004 : Le Havre (Pro A)
- 2004 - 2008 : Strasbourg (Pro A)
- 2009 - janvier 2011 : Limoges CSP (Pro B puis Pro A)
- 2012 - 2021 : ESSM Le Portel (Pro B puis Pro A)
- depuis 2022 : ESSM Le Portel

## Palmarès (en tant qu'entraîneur)
- Double vainqueur de la coupe de France avec Cholet en 1998 et 1999
- Atteint la finale de la Semaine des As avec Le Havre
- Champion de France 2005 (Strasbourg)
- Élu entraîneur de l'année 2005[2]
- Dispute l'Euroligue en 1999-2000 et 2005-2006
- Atteint la finale de la Coupe de France en 2015[2]
- Vainqueur des Playoffs Pro B en 2016 et accession à la Jeep Elite avec ESSM Le Portel[7]